# Matsuo Bashō
Matsuo Bashō (松尾芭蕉 (Tùng Vĩ Ba Tiêu) 1644 – 1694), là một thiền giả thi sĩ của thời Edo, Nhật Bản. Ông được thừa nhận là người phát triển những câu đầu (発句, phát cú) của thể renga (連歌, liên ca) có tính hài hước gọi là Renga no Haikai thành một thể thơ độc lập mang âm hưởng sâu thẳm của Thiền đạo. Về sau, Masaoka Shiki hoàn thiện sự tách biệt này thêm nữa và chuyển sang gọi nó là thể haiku (俳句, bài cú hay hài cú). Tác phẩm của ông không chỉ nổi tiếng trong phạm vi Nhật Bản mà đã có tầm ảnh hưởng quốc tế.

## Cuộc đời và sự nghiệp

### Tuổi trẻ
Bashō tên thật Matsuo Munefusa (松尾金作; Tùng Vĩ Kim Tác), sinh ra trong gia đình samurai cấp thấp có tên Matsuo Kinsaku trong thời Tokugawa (1603-1868). Năm mới được 9 tuổi, ông vào lâu đài Ueno làm tùy tùng cho một lãnh chúa và trở thành bạn thân thiết với con trai vị lãnh chúa này, một người chỉ lớn hơn ông vài tuổi tên là Yoshitada. Hai người đã cùng nhau vui chơi, học tập và làm thơ. Cũng trong những năm đó, sự phát lộ năng khiếu thơ của ông đã được nhà thơ và nhà phê bình xuất sắc đương thời Kitamura Kigin phát hiện. Ông bắt đầu được Kitamura Kigin rèn tập, và có bài thơ đầu tay năm ông mới 18 tuổi được nhiều người biết đến.
Khi người bạn Yoshitada lâm bạo bệnh mất vào năm 24 tuổi, Bashō lên núi Koya đặt một nạm tóc của bạn vào chùa và quyết định rời bỏ lâu đài Ueno mặc dù không được phép của lãnh chúa. Năm 1666, ông đến Kyotō và sống ở đây 5 năm, tiếp tục đọc văn học Nhật Bản cổ đại, nghiên cứu văn học Trung Quốc và cả thư pháp.
Mùa xuân năm 1672, sau một thời gian về quê chừng vài tháng, ông dời lên sống ở Edo. Trong những năm này, ông đã thử làm nhiều nghề khác nhau nhưng dần cảm thấy mình chỉ hợp với văn đạo, ông bắt đầu mở lớp dạy thơ haikai (俳諧, bài hài), một thể loại thơ còn được gọi là haikai no renga（俳諧の連歌, bài hài chi liên ca), là những bài thơ dài thiên về trào lộng, nhẹ nhàng và phóng túng, vốn rất thịnh hành trong thời Tokugawa. Năm 1675, Bashō xướng họa cùng thi sĩ Nishiyama Soin (1605-1682), chủ soái của trường phái Danrin (談林, Đàm Lâm), một trong hai trường phái haikai nổi tiếng đương thời (trường phái Teimon (貞門, Trinh Môn) của Matsunaga Teitoku (1571-1653) và trường phái Danrin). Tư tưởng thơ haikai của Nishiyama Soin, đứng trên mọi sự dung tục và tầm thường, vượt thoát ra ngoài khuôn khổ của một thể loại thơ giải trí thế tục đơn thuần vốn đang thịnh hành toàn quốc với trường phái Teimon, đã ảnh hưởng rất lớn đến tư tưởng và sáng tác của Bashō về sau.

### Bashō-an, bút hiệu Bashō và phong cách Shōfu
Mùa xuân năm 1679 Matsuo Bashō được phong tước hiệu Sosho (bậc thầy dạy thơ Haikai). Năm sau ông dời đến một túp lều bên sông Sumida và ở đây, có đệ tử mang tặng cây ba tiêu (cây chuối), một giống cây đương thời chỉ có ở Trung Hoa. Ngay tức thì, nhà thơ say mê nó và đem trồng trong sân nhà. Khách đến thăm gọi nhà ông là "ba tiêu am" (芭蕉庵, Basho-an). Cũng trong những năm này, Sau khi được Phật Đỉnh (佛頂; butchō), một vị Thiền sư thuộc tông Lâm Tế hướng dẫn vào giáo lí và phương pháp Toạ thiền theo Thiền tông, ông Kiến tính, ngộ đạo. Những kinh nghiệm giác ngộ quý báu này đã được trình lại một cách trọn vẹn trong những bài thơ, đặc biệt là những tác phẩm được hình thành trong thập niên cuối đời của ông
Năm 1682 Bashō am bị cháy, ông dời về Koshu và từ đó lấy bút hiệu là Bashō (芭蕉, Ba Tiêu). Năm sau ông trở lại Edo và dựng lại "ba tiêu am". Bắt đầu từ đây, định mệnh thơ haikai rơi vào tay của Bashō: ông đã sáng tạo ra một phong cách mới là Shōfu (蕉風, Tiêu Phong, ẩn ý về đời người nghệ sĩ như những tàu lá ba tiêu bị xé tan trong gió những đêm giông bão), một phong cách dung hợp giữa sự trào lộng đời thường của haikai đương thời với yếu tố cao nhã tâm linh của thể thơ renga (liên ca) cổ điển. Ông cũng dần hoàn thiện một loại thơ ngắn 17 âm tiết trong 3 câu 5+7+5 từ những câu đầu (hokku) của thể thơ renga và thể thơ cực ngắn ấy về sau được mọi người biết đến với cái tên đã trở thành bất hủ haiku.

### Du hành bờ Tây
Mặc dù danh tiếng ngày càng rực rỡ, những nghi vấn về bản thể, tâm linh, thiền tông và nghệ thuật không ngớt thúc bách Bashō tìm con đường cho chính mình để đạt được đại ngộ (satori). Mùa thu năm 1684, ông từ bỏ cuộc sống yên ổn ở am ba tiêu và bắt đầu làm một lữ nhân (旅人, tabibito) của cõi phù thế. Theo con đường ven biển về hướng Tây, ông lang thang thăm lại cố hương Ueno rồi đi Nagoya. Ở đó, ông lãnh đạo một nhóm thi sĩ soạn nên 5 tập renga xuất sắc mang tên Đông nhật (Fuyu no hi). Đến mùa hạ năm sau, Basho mới trở về Edo sau khi thăm viếng nhiều nơi. Chuyến đi lớn đầu tiên này được ông ghi lại trong kỷ hành (kikō, một dạng nhật ký hành trình) mang tên Nhật ký phơi thân đồng nội (Nozarashi kiko, Dã sái kỷ hành, 1685).
Hai năm sau, Bashō tạo nên chấn động trong văn chương bằng bài thơ về bước nhảy bất ngờ của con ếch mà tiếng động của nó khi chạm mặt nước ao cũ vang trong thinh lặng của đêm đen như khoảnh khắc đạt đốn ngộ của thiền sư, đăng trong hợp tuyển của thơ ông và đồ đệ mang tên Xuân nhật (Haru no hi) (xin xem thêm haiku).

### Hành trình Kashima
Chuyến đi kế tiếp của Bashō hướng về Kashima được Bashō mô tả trong Kỷ hành Kashima (Kashima kikō, 1687). Đây là chuyến đi mà đích đến của Bashō là đền Kashima thăm viếng sư phụ, thiền sư Bucho, và thăm lại cây anh đào nổi tiếng ở Yoshino mà nhớ về người bạn yểu mệnh tại Ueno năm xưa.

### Đường đến Sarashina
Ngay sau chuyến đi Kashima, Matsuo Bashō lại khăn gói hành hương trong một năm trời từ Edo về bờ biển Suma, từ Akashi đến thôn Sarashina để được tận hưởng mùa trăng trên đỉnh núi Obasute. Chuyến đi này lại sinh thành hai tập nhật ký thơ ca khác là Ghi chép trên chiếc túi hành hương (Oi no kubun, cập chi tiểu văn, 1688) và Nhật ký về thôn Sarashina (Sarashina kiko, 1688). Đây là những trang ca ngợi thiên nhiên vô cùng nồng nàn, là lời kêu gọi say đắm "trở về với thiên nhiên". Đó là một lý tưởng mà Bashō gọi là fuga (phong nhã), biểu hiện qua những con người lỗi lạc như Saigyo của thơ tanka, Sesshu của tranh thủy mặc, Rikyu của trà đạo và Sogi của thơ renga.

### Bắc hành
Chuyến đi dài nhất của Bashō với một người đệ tử là cuộc du hành phương Bắc đảo Honshu vào năm ông 45 tuổi. Đây là một chuyến đi kéo dài 151 ngày đầy gian khổ, bất trắc trên con đường thiên lý đến những vùng đất còn nguyên sơ, khởi đầu từ Edo ngày 27 tháng ba âm lịch năm 1689. Chuyến đi này đã đưa Bashō đến hàng loạt những thị trấn mới lạ, như Nikko, Shirakawa, Sendai, Matsushina v.v. Từ đây ông rẽ ngang đảo Honshu đến Sakata ở phía Tây trên biển Nhật Bản. Ông cũng lặn lội xuống miền duyên hải để tới Niigata, Kanazawa, Tsuruga và tạm dừng ở Ogaki, với tổng chiều dài lên đến 2.500 cây số. Đó là cuộc hành trình nổi tiếng nhất trong văn học Nhật Bản vì nó đã để lại cho đời sau một kiệt tác thi ca xen lẫn những đoạn tản văn Lối lên miền Oku (Oku no hoshomichi, áo chi tế đạo). Bằng sự so sánh ít nhiều có tính tương đối với văn chương cổ điển Việt Nam, có thể nói nếu Việt Nam tự hào có một Nguyễn Du với Truyện Kiều thì vị thế của Matsuo Bashō và tác phẩm Lối lên miền Oku trong trái tim người dân Nhật Bản cũng tương tự.
Tuy nhiên, nếu con đường thi ca của Lối lên miền Oku chấm dứt ở Ogaki vào mùa thu năm 1689, thì con đường du hành của Bashō mãi đến 1691, khi nhà thơ về Edo mới kết thúc. Ông còn tiếp tục đi Kyotō, về quê thăm nhà và cùng các bạn thơ du ngoạn hồ Biwa. Trên đường thiên lý Basho đã dừng trú tại Huyền trú am (Genju-an) trong khu rừng bên hồ Biwa và tại đây ông viết nên bài tùy bút kỳ tuyệt mang tên Tùy bút Huyền trú am (Genjuan no ki, 1690). Cùng với các bài thơ haiku được viết trong thời gian này của tác giả, bài tùy bút được đưa vào thi tập Áo rơm cho khỉ (Sarumino, viên thoa, 1691), một tập thơ mang phong cách Shofu đậm đặc. Sau đó, ông cũng qua một vài tuần ở một thảo am khác là Lạc thị xá (Rakushisha) thuộc vùng Saga và ở đây ông soạn lên tác phẩm lớn nhất cuối cùng của đời mình là Nhật ký Saga (Saga nikki, 1691).
Bashō trở về Edo vào năm 1691 với danh tiếng lẫy lừng, được đông đảo bạn bè, môn đệ và người ái mộ vây quanh. Những năm sau đó ông có một vài trách nhiệm trong đời sống mà lúc này phải đảm nhận, như trông nom một phụ nữ tên là Jutei cùng các con của nàng, chỉ vì hồi trẻ ông đã từng yêu Jutei.

### Thiền định trong cô tịch
Đến năm 1693, Basho quyết định đóng cửa sống trong cô tịch, không tiếp khách, và người ta nói rằng cánh cửa nhà ông chỉ mở ra khi có một biến cố, như khi hoa triêu nhan nở bên hàng dậu. Trong thời gian này, cuộc đời và thơ ca của ông hướng đến một lý tưởng gọi là karumi (khinh), tức sự nhẹ nhàng thanh thoát tìm thấy ngay giữa cuộc đời ô trọc. Lý tưởng đó sau này được học trò của ông ấn hành trong thi tập Túi đựng than (Sumida wara, 1694).

### Chuyến Nam du định mệnh
Mùa xuân năm 1694, Bashō quyết định đi thăm phương Nam mà đích đến là Osaka ở đảo Kyushu theo lời mời thành khẩn của một đệ tử. Trên đường đi tuy đã nhuốm bệnh nhưng "mộng vẫn vây quanh cánh đồng cỏ khô", ông trở bệnh nặng tại một lữ quán ở Ōsaka. Đệ tử của ông xin ông làm bài thơ từ thế, như truyền thống của các thiền sư Nhật Bản, để cáo biệt cõi đời trước lúc lâm chung, ông đáp: "thơ lúc bình sinh đã là bài từ thế rồi", và viết:
Tabi ni yande (Đau yếu giữa hành trình)
Yume wa kareno wo (Chỉ còn mộng tôi phiêu lãng)
Kake meguru (Trên những cánh đồng hoang)
Bashō mất vào ngày 12 tháng 10 năm 1694 tại Osaka. Chừng ba trăm học trò đã đưa thầy đến nơi an nghỉ cuối cùng. Cho dù được chôn cất trong một ngôi chùa, Bashō cũng được phong thần trong nhiều ngôi đền thờ Thần đạo, thậm chí có đền còn lấy tên theo một câu thơ của ông.

## Đặc điểm nghệ thuật
Giữa hai chiều không gian và thời gian, con người từ khi đến với cõi thế này đã phải chấp nhận sự hữu hạn của năm tháng, do vậy mà luôn ước ao tìm đến cõi vĩnh hằng. Những chuyến du hành của Matsuo Bashō như muốn bộc lộ khát khao phá vỡ đi sự câu thúc của chiều còn lại trong vũ trụ (thời gian) để tìm ra cho được sự rộng mở, khai phóng không gian tồn tại của bản thể và cái đẹp. Đời ông như một lữ khách trong thời gian, là những chuyến du hành không dứt, phản ánh qua các tập kỷ hành hay xoay quanh các thi tập phân theo bốn mùa. Ông yêu thích các thi nhân đời Đường và nhắc đến tứ thơ của họ trong các tác phẩm của ông. Ông chuộng Trang Tử và dựa trên nền triết học này mà đề ra thuyết "Bất dịch và lưu hành" trong thi ca của mình: thi nhân đi tìm những giá trị vĩnh hằng trong dòng biến động của vạn vật. Ông quan niệm tòng theo tạo hóa và quay trở về với tạo hóa, "tả thông thì học thông, tả trúc thì học trúc" và cho rằng trong đời chỉ có hai loại thơ: thơ tự nhiên dung hợp giữa thiên nhiên và nhân sinh còn thơ nhân tạo chỉ có kỹ thuật mà thiếu tấm lòng. Bashō đã từng bảo học thi pháp để rồi quên nó đi, đối với ông cái tình cần hơn sự chuốt vẽ chữ nghĩa.
Tin vào sự mẫn cảm của người nghệ sĩ, Bashō khuyên nên nắm bắt ngay ánh chớp loé ra từ sự vật trước khi nó tan biến đi trong tâm trí. Thơ cần nhẹ nhàng, đơn giản, trong sáng, gần với đời sống và thi nhân cần "nâng tâm hồn lên thành thơ để rồi quay trở về với đời thường". Chính điều đó đã trở thành một trong những đặc trưng của thể thơ (haiku) do ông sáng tạo, một thể thơ mà tất cả những điều bình thường, nhỏ nhoi trong cuộc sống như bụi cám, tôm cá, tiếng dế mèn, ngôi nhà dột, cây cột xiêu đổ, con sâu đang gặm hạt dẻ, chiếc mũ chiến lăn lóc trên cỏ, cây chuối trong giông bão v.v. đều có thể trở thành những đề tài hồn nhiên, dịu dàng và đầy sức sống của thơ. Có hai điều mang tính cách tân trong quan niệm thi ca của ông: không lặp lại chính mình và không theo khuôn mẫu người. Ông tự bảo mình "phải biết chán cái tôi của ngày hôm qua" và tự chế diễu thơ mình tựa như "lò sưởi trong mùa hạ và quạt trong mùa đông". Ông kêu gọi đừng bắt chước theo những thành tựu của các văn hào xưa mà chỉ nên truy tìm điều họ đã muốn đi tìm. Với tinh thần đó, dù đã có các trường phái haikai rất nổi tiếng trong thế kỷ 17 như Teimon (Trinh Môn) và Danrin (Đàm Lâm), Bashō vẫn tự lập nên một phong cách mới gọi là Shōfu (Tiêu Phong) trong đó chứa đựng những quan niệm nghệ thuật của riêng ông. Linh hồn thơ Shōfu chính là linh hồn của sabi (寂び, cái tịch liêu, tĩnh lặng) và karumi (軽み, nhẹ nhàng), mang âm điệu sâu thẳm của Thiền đạo và sắc màu tươi nhuận của thiên nhiên.

## Ảnh hưởng
Thiên tài của Bashō ôm choàng những hiện tượng khác nhau của đời sống, do đó đã gây nên những ảnh hưởng sâu rộng về sau. Tương truyền, ông có đến 2000 đệ tử, và nổi danh nhất là 10 nhà thơ được gọi là Bashō Jitetsu (Ba Tiêu thập triết), đó là Etsujin, Hokushi, Joso, Kikaku, Kyorai, Kyoroku, Ransetsu, Shiko, Sanpu và Yaha. Các nhà thơ theo khuynh hướng lãng mạn hay hiện thực hậu sinh như Kobayashi Issa (1763-1827), Masaoka Shiki (1867-1902) đều có thể xem Bashō là bậc thầy của mình. Nhiều người đã hành hương theo bước đường phiêu lãng của Bashō ngày xưa.
Sang thế kỷ 20, Bashō lại càng trở thành một hình ảnh vĩ đại được tôn vinh của nền văn hóa Nhật Bản. Một số nhà nghiên cứu xem ông là nhà thơ huyền bí tương tự Blake và Wordsworth, số khác thấy ông đi trước chủ nghĩa tượng trưng của Pháp. Thể thơ haiku do ông hoàn thiện bằng thiên tài của mình đã trở thành thể thơ quốc tế, được nghiên cứu rộng rãi cả trong và ngoài Nhật Bản. Nhiều nhà văn, nhà thơ lớn của thế giới còn sáng tác thể thơ này bằng tiếng mẹ đẻ của mình, trong đó có Paul Eluard của Pháp, Octavio Paz của Tây Ban Nha và George Seferis của Hy Lạp.

## Đánh giá
Reginald Horace Blyth (1898-1964), tại trang 6 cuốn Japanese life and Character in Senryu (Hokuseido, Tokyo, 1960) khi nhìn nhận hiện tượng Bashō, đã viết bằng lời tôn vinh hết mực: Nước Nhật sinh ra cùng với Bashō vào năm 1644. Ông chính là người đã sáng tạo ra linh hồn của Nhật Bản.

## Những tác phẩm chính
- Đông nhật (Fuyu no hi, 1684), 5 tập, viết chung với bạn thơ.
- Nhật ký phơi thân đồng nội (Nozarashi kiko, dã sái kỷ hành, 1685)
- Xuân nhật (Haru no hi, 1686) viết chung với đồ đệ.
- Nhật ký hành trình Kashima (Kashima kiko, 1687)
- Ghi chép trên chiếc túi hành hương (Oi no kubun, cập chi tiểu văn, 1688)
- Nhật ký về thôn Sarashina (Sarashina kiko, 1688)
- Lối lên miền Oku (Oku no hoshomichi, áo chi tế đạo, 1689)
- Áo rơm cho khỉ (Sarumino, viên thoa, 1691)
- Nhật ký Saga (Saga nikki, 1691).